# Новотагилка
Новотаги́лка — посёлок в Миасском городском округе Челябинской области.

## География
Расположен на берегу реки Миасс в месте впадения в неё реки Селянки, в 22 км к северу от центра Миасса.

## Население
| 2002 | 2010 |
| ---- | ---- |
| 511  | ↗680 |

По данным Всероссийской переписи, в 2010 году в посёлке проживали 352 мужчины и 328 женщин.